# 潘文璘
潘文璘（越南语：／，1730年—？），越南西山朝將領。
潘文璘早年就與阮岳三兄弟相識。1771年阮岳三兄弟發動西山起義時，潘文璘是早期的指揮官之一。1775年，隨阮侶圍攻嘉定，將定王阮福淳驅逐到鎮邊（今邊和省）。戰後回到歸仁。1778年，阮岳在歸仁稱帝，建立西山朝，封潘文璘為內侯。
1787年，阮惠命令據守北河的阮有整南歸，被阮有整拒絕。隨後，阮惠派武文任北伐，潘文璘和吳文楚以參贊軍務的身份隨軍，監視武文任的舉動。武文任將阮有整擒殺後，圖謀割據北河自立。二人將此事報告給阮惠。阮惠率軍突襲昇龍，殺死武文任，任命吳文楚留守昇龍，潘文璘、武文勇、阮文雪、吳時任留下輔佐他。
1788年，清軍以復辟後黎朝為名入侵安南。潘文璘在月德江（今梂江）阻擊清軍，戰敗逃回。吳文楚封鎖了戰敗的消息，西山軍順利撤往三疊山，並由阮文雪向在富春（今順化）的阮惠告急。阮惠兵至三疊山，與吳文楚、潘文璘會合後，阮惠親率主力部隊直攻昇龍，吳文楚、潘文璘擔任先鋒。
阮惠為了防備舊阮的阮福映復辟，令吳文楚和潘文璘掌握南方的部隊。西山朝滅亡後，潘文璘的下落不明。根據學者阮克淳的說法，潘文璘逃到今日河靜省一帶的沿海地區成為漁夫，並在70歲的時候終老於那裡。